# 고원군
고원군(高原郡)은 함경남도 최남단에 위치한 군이다.

## 지리
남쪽과 남동쪽으로 강원도 천내군과 접하고, 북쪽은 요덕군이, 동북쪽은 금야군이 둘러싸고 있다.
전북 정읍시처럼 행정구역이 바다와 인접되지 못했지만 성산면 합탄리 동쪽 덕지강을 통해 영흥만과의 거리는 10km내외로 인제군을 제치고 한반도 동해안 내륙지역에서 동해안 바다간의 거리가 가장 가까운 곳으로 덕지강에서 뱃길로 통해 영흥만으로 진입이 가능하다.
고원군에서 가장 높은 산은 팔봉산(1,055m)이다. 서쪽 지역은 산이 높고 동쪽으로 갈수록 점차 낮아져 평야가 펼쳐지는 지형이다. 주요 강으로는 전탄강, 덕지강, 사박천, 구룡천 등이 흐른다. 군 면적의 54%가 산림이다.
내륙성 기후이나 서쪽의 산이 푄 현상을 일으켜 함경남도에서는 가장 따뜻한 편에 속한다. 농업이 주요 산업이며 과수원 농업과 목축업, 양잠업도 행해진다. 석회암이 매장되어 있고 광산업, 건재공업도 지역 경제에 일조한다.
철도로는 평라선, 강원선, 창동선이 고원군을 지난다.

## 역사
| Daedongyeojido (Gyujanggak) 08-02.jpg | Daedongyeojido (Gyujanggak) 08-01.jpg |
| Daedongyeojido (Gyujanggak) 09-02.jpg | Daedongyeojido (Gyujanggak) 09-01.jpg |

- 1943년 10월 1일 고원면을 고원읍으로 승격하였다.[2]
- 1952년 서부지역을 수동군으로 분군하였다.
- 1974년 수동군을 편입하여 수동읍이 수동로동자구로 개편하였다.
- 1990년 수동로동자구, 장동로동자구, 덕사로동자구, 운곡로동자구, 원거로동자구, 팔흥로동자구와 수산리, 성남리, 죽전리, 산곡리, 운흥리, 천을리, 룡평리, 운산리, 천성리, 장량리, 성내리, 축전리, 삼평리, 회평리가 수동구로 분리되었다.
- 2023년 수동군을 재편입하여 수동로동자구로 변경되었다.

## 행정 구역

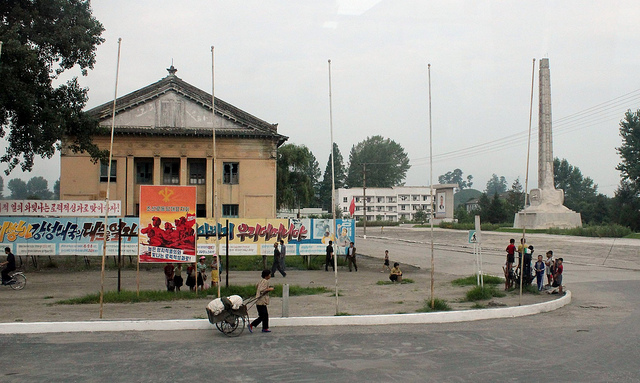
2010년 고원읍

현재 고원군의 행정 구역에는 1읍, 7구, 32리 
- 고원읍 (高原邑)
- 부래산로동자구 (浮來山勞動者區)
- 수동로동자구 (水洞勞動者區)
- 장동로동자구 (長洞勞動者區)
- 덕사로동자구 (德寺勞動者區)
- 운곡로동자구 (雲谷勞動者區)
- 팔흥로동자구 (八興勞動者區)
- 원거로동자구 (院巨勞動者區)
- 상산리 (上山里)
- 락천리 (樂泉里)
- 남흥리 (南興里)
- 중평리 (中坪里)
- 문하리 (文下里)
- 하평리 (下坪里)
- 송천리 (松川里)
- 황송리 (黃松里)
- 군내리 (郡內里)
- 신창리 (新昌里)
- 다천리 (多泉里)
- 미둔리 (彌屯里)
- 덕지리 (德池里)
- 상평리 (上坪里)
- 풍남리 (豊南里)
- 원봉리 (元峰里)
- 송흥리 (松興里)
- 전탄리 (前灘里)
- 수산리 (秀山里)
- 천을리 (天乙里)
- 룡평리 (龍坪里)
- 운산리 (雲山里)
- 천성리 (泉城里)
- 장량리 (藏糧里)
- 성내리 (城內里)
- 축전리 (杻田里)
- 삼평리 (三坪里)
- 회평리 (回坪里)
- 성남리 (城南里)
- 죽전리 (竹田里)
- 산곡리 (山谷里)
- 운흥리 (雲興里)

## 같이 보기
- 조선민주주의인민공화국의 지리
- 조선민주주의인민공화국의 행정 구역